# Nagy Blanka Virág
Nagy Blanka Virág (2006. december 6. –) magyar vívó, párbajtőröző, kadet világbajnok, junior világbajnoki ezüstérmes, felnőtt Európa-bajnoki ezüstérmes.

## Pályafutása
Nagy Blanka a Békessy Béla Vívó Klub színeiben kezdte vívókarrierjét, 2022-től a Debreceni Sportiskola (DSI Debrecen) tagja. Kiemelkedő tehetsége már fiatalon megmutatkozott, több hazai és nemzetközi utánpótlásversenyen is dobogóra állhatott.
2023 áprilisában a bulgáriai Plovdivban megrendezett kadet világbajnokságon aranyérmet nyert női párbajtőr egyéniben.
2024-ben már több felnőtt világkupaversenyen is szerepelt. A kínai Nankingban megrendezett világkupán csapatban 3. helyezést ért el. Ugyanebben az évben tagja volt a magyar női párbajtőrcsapatnak, amely a svájci Bázelben megrendezett vívó-Európa-bajnokságon ezüstérmet nyert.
2025-ben a kínai Vuhsziban megrendezett junior világbajnokságon ezüstérmet szerzett egyéniben.

## Eredményei (válogatva)
- 2023 – Kadet Európa-bajnokság, Tallinn – 1. hely (csapat)
- 2023 – Kadet világbajnokság, Plovdiv – 1. hely (egyéni)
- 2024 – Junior Európa-bajnokság, Nápoly – 3. hely (csapat)
- 2024 – Felnőtt világkupa, Nanking – 3. hely (csapat)
- 2024 – Felnőtt Európa-bajnokság, Bázel – 2. hely (csapat)
- 2025 – Junior világkupa, Kairó – 1. hely (egyéni)
- 2025 – Junior Európa-bajnokság, Antalya – 2. hely (csapat)
- 2025 – Junior világbajnokság, Vuhszi – 2. hely (egyéni)

Magyar bajnokság
- egyéni
  - bronzérmes: 2024
- csapat
  - bronzérmes: 2025